# Gilbert Garrier
Ne doit pas être confondu avec Gilbert Garnier ou Gilbert Carrié.
Gilbert Garrier, né en 1935, est un historien contemporanéiste français, spécialiste d'histoire rurale, en particulier de la vigne et du vin. 
Élève de Pierre Léon, il fait toute sa carrière universitaire à l'université Lumière-Lyon-II.

## Biographie

### Études et carrière
Gilbert Garrier, lyonnais d'origine, est né en 1935. Son père est agent du PLM puis de la SNCF et sa mère institutrice. Après son baccalauréat il est élève en classes préparatoires supérieures au lycée du Parc à Lyon, avec notamment Maurice Garden, Yves Lequin et Pierre Goujon,. Ne réussissant pas le concours d'entrée à l'École normale supérieure, Gilbert Garrier poursuit ses études à l'université de Lyon. Il soutient son diplôme d'études supérieures sur la vie économique et sociale de Chaponost de 1750 à 1950, sous la direction de Pierre Léon. 
Après l'agrégation d'histoire obtenue en 1958, Gilbert Garrier est professeur au lycée Gautier d'Alger puis au lycée Champollion de Grenoble. Comme Yves Lequin, Maurice Garden et d'autres, Gilbert Garrier fait partie des élèves de Pierre Léon, qui les suit de près et les encourage pendant leur thèse, après les avoir préparés à l'agrégation. Il leur enseigne une histoire économique et sociale qui se rattache à l'école des Annales. Comme le dit plaisamment Pierre Goubert, ils constituent « la bande à Léon ».
Gilbert Garrier entre à la faculté des lettres de l'université de Lyon en 1965, comme assistant. Il soutient en 1971 sa thèse d'État, sous la direction de Pierre Léon, sur les campagnes de l’Ouest lyonnais aux XIXe et XXe siècle et devient la même année maître de conférences à l'université Lumière-Lyon-II. Sa thèse est publiée en 1973. C'est aussi l'année où il est nommé professeur des universités d'histoire contemporaine dans la même université, où il reste jusqu'à sa retraite en 1995. Il dirige plus de deux cents mémoires de maîtrise et une vingtaine de thèses.

### Historien ruraliste
La thèse de Gilbert Garrier est publiée en 1973 sous le titre Paysans du Beaujolais et du Lyonnais, 1800-1970. Dense et exploitant une gamme variée de sources, cet ouvrage d'histoire démographique, économique et sociale étudie les campagnes du Lyonnais et du Beaujolais à l'époque contemporaine. Il est divisé en trois parties chronologiques. La première couvre la première moitié du XIXe siècle et montre la persistance d'une société héritée de l'Ancien Régime. La deuxième décrit les transformations profondes de l'économie et de la société rurale dans la seconde moitié du XIXe siècle, jusqu'en 1914. La troisième, plus courte, s'étend de la Première Guerre mondiale à 1970,,,. La thèse de Gilbert Garrier est publiée à un moment où l'histoire économique des campagnes connaît une désaffection. Elle est donc plutôt une exception.
Les travaux de Gilbert Garrier sont principalement consacrés à l'histoire rurale des XIXe et XXe siècles, en particulier celle de la vigne et des vignerons. Il est en effet, avec Marcel Lachiver, un des pionniers de l'historiographie de la viticulture en France. Il dirige un volume sur l'histoire de la recherche de la qualité des vins. Il étudie également l'histoire de la consommation du vin, notamment dans son Histoire sociale et culturelle du vin parue en 1995. Il est le premier à tenter d'établir les repères chronologiques de l'histoire de l'ivresse.
Gilbert Garrier s'intéresse aussi à d'autres sujets, variés, d'histoire économique et sociale. Il succède en 1972 à Pierre Léon au Comité d'histoire de la Seconde Guerre mondiale. Les recherches que Gilbert Garrier dirige ou suscite au sein du Centre Pierre Léon d’histoire économique et sociale de l’université Lyon-II concernent l'observation du changement social en France mais également l'histoire de l'Allemagne,. Il est un des fondateurs du Bulletin du centre Pierre Léon d'histoire économique et sociale de Lyon et en dirige six numéros. De même, il est à la tête des Cahiers d'histoire de 1983 à 1996. Parmi les travaux collectifs qu'il codirige, se trouve un volume sur la pluriactivité rurale,,.

## Principales publications

### Ouvrages personnels
- Paysans du Beaujolais et du Lyonnais, 1800-1970, Grenoble, Presses universitaires de Grenoble, 1973, 2 volumes, 714+246 p. (présentation en ligne)[4],[5],[6],[7].
- Vigne et vignerons dans la France ancienne : Vignerons du Beaujolais au siècle dernier, Le Coteau, Éditions Horvath, coll. « Collection France ancienne », 1984, 215 p. (ISBN 9782717103472, lire en ligne).
- Le phylloxéra: une guerre de trente ans, 1870-1900, Paris, Albin Michel, 1989, 197 p. (ISBN 978-2-226-03879-1, lire en ligne).
- Histoire sociale & culturelle du vin, Paris, Bordas, coll. « Cultures », 1995, 366 p. (ISBN 978-2-04-027063-6)[11].

2e édition : Histoire sociale et culturelle du vin suivi de Les mots de la vigne et du vin, Paris, Larousse, coll. « In extenso », 2002, 768 p. (ISBN 978-2-03-575079-2 et 978-2-03-575304-5). 3e édition, 2008.
- Les mots de la vigne et du vin, Paris, Larousse, 2001, 263 p. (ISBN 978-2-03-508396-8)
- L'étonnante histoire du beaujolais nouveau, Paris, Larousse, 2002, 168 p. (ISBN 978-2-03-505341-1)[17].

### Ouvrages collectifs
- Gilbert Garrier (dir.), Histoire économique et sociale du monde sous la direction de Pierre Léon, vol. 4 : La domination du capitalisme, 1840-1914, Paris, Librairie Armand Colin, 1978, 624 p..
- Gilbert Garrier et Jacques Bonniel, Villié-Morgon : Observation du changement social et culturel, Lyon, Éditions du Centre national de la recherche scientifique, 1980, 79 p..
- Gilbert Garrier (dir.), Le Rhône et Lyon de la préhistoire à nos jours : L’histoire par les documents, Saint-Jean-d’Angély, Éditions Bordessoules, coll. « Hexagone », 1987, 425 p. (ISBN 9782903504250).
- Gilbert Garrier et Ronald Hubscher (dir.), Entre faucilles et marteaux : Pluriactivités et stratégies paysannes, Lyon, Presses universitaires de Lyon Maison des Sciences de l'Homme, 1988, 242 p. (ISBN 978-2-7297-0341-7 et 978-2-7351-0306-5)[14],[15],[16].
- Gilbert Garrier (dir.), Le vin des historiens : Actes du 1er symposium vin et histoire, 19-21 mai 1989, Suze-la-Rousse, Université du vin, 1990, 255 p. (ISBN 2-85744-466-4)[18].
- Gilbert Garrier et Rémy Pech (dir.), Genèse de la qualité des vins. L’évolution en France et en Italie depuis deux siècles : Actes du colloque franco-italien de Fiesole, 31 mai 1991, Chaintré, Bourgogne-publications, coll. « Avenir oenologie », 1994, 181 p. (ISBN 9782905428066)[10].
- Gilbert Garrier (dir.), Boire et manger au XVIIe siècle. Au temps de la Marquise de Sévigné : Actes du IIe Symposium de Suze-la-Rousse et Grignan, 13-16 octobre 1996, Suze-la-Rousse, Université du vin, 1998, 180 p..

### Numéros de revues
- Gilbert Garrier (dir.), Les Lyonnais aux champs : six siècles d’appropriation foncière citadine au "pays" d’Anse (1388-1980) : Bulletin du Centre d’histoire économique et sociale de la région lyonnaise, t. 1, 1980, 89 p..
- Gilbert Garrier (dir.), Le syndicalisme agricole en France. Actes de la journée d’étude de Lyon, 22 mars 1980 : Bulletin du Centre d’histoire économique et sociale de la région lyonnaise, t. 1-2, 1981, 93 p..
- Gilbert Garrier (dir.), Lyon pendant la guerre : Revue d’histoire de la Deuxième Guerre Mondiale, vol. 32-1, 1982, 143 p..
- Gilbert Garrier (dir.), Régimes matrimoniaux, pratiques successorales et conservation des patrimoines. Actes de la journée d’étude de Lyon, 20 mars 1982 : Bulletin du Centre d’histoire économique et sociale de la région lyonnaise, t. 3, 1982, 53 p..
- Gilbert Garrier (dir.), Savoir paysan-savoir agronomique. Actes de la journée d’étude de Lyon, 18 mars 1983 : Bulletin du Centre d’histoire économique et sociale de la région lyonnaise, t. 2-3, 1983, 134 p..
- Gilbert Garrier (dir.), Le métayage dans l’Europe méridionale. Actes de la journée d’étude de Lyon, mai 1989 : Bulletin du Centre d’histoire économique et sociale de la région lyonnaise, t. 3-4, 1989, 110 p..
- Gilbert Garrier, Jean-Marie Pesez et Alessandro Stella (dir.), Vignerons. Actes du colloque « Les vignerons du Moyen Âge au phylloxéra, Lyon, 18-19 octobre 1996 : Bulletin du Centre d’histoire économique et sociale de la région lyonnaise, t. 3-4, 1996, 148 p..

## Hommages
- Mélanges : Jean-Luc Mayaud (dir.), Clio dans les vignes : Mélanges offerts à Gilbert Garrier, Lyon, Presses universitaires de Lyon, coll. « Collection du centre Pierre Léon », 1998, 560 p. (ISBN 978-2-7297-1368-3, DOI 10.4000/books.pul.40530, lire en ligne)[19],[20],[21],[22],[23].